# Alexis Curvers
Alexis Curvers, né à Liège le 24 février 1906 et mort dans la même ville le 7 février 1992, est un écrivain belge d'expression française. Il est surtout connu pour son roman Tempo di Roma  (1957). Il était l'époux de l'helléniste Marie Delcourt.

## Biographie

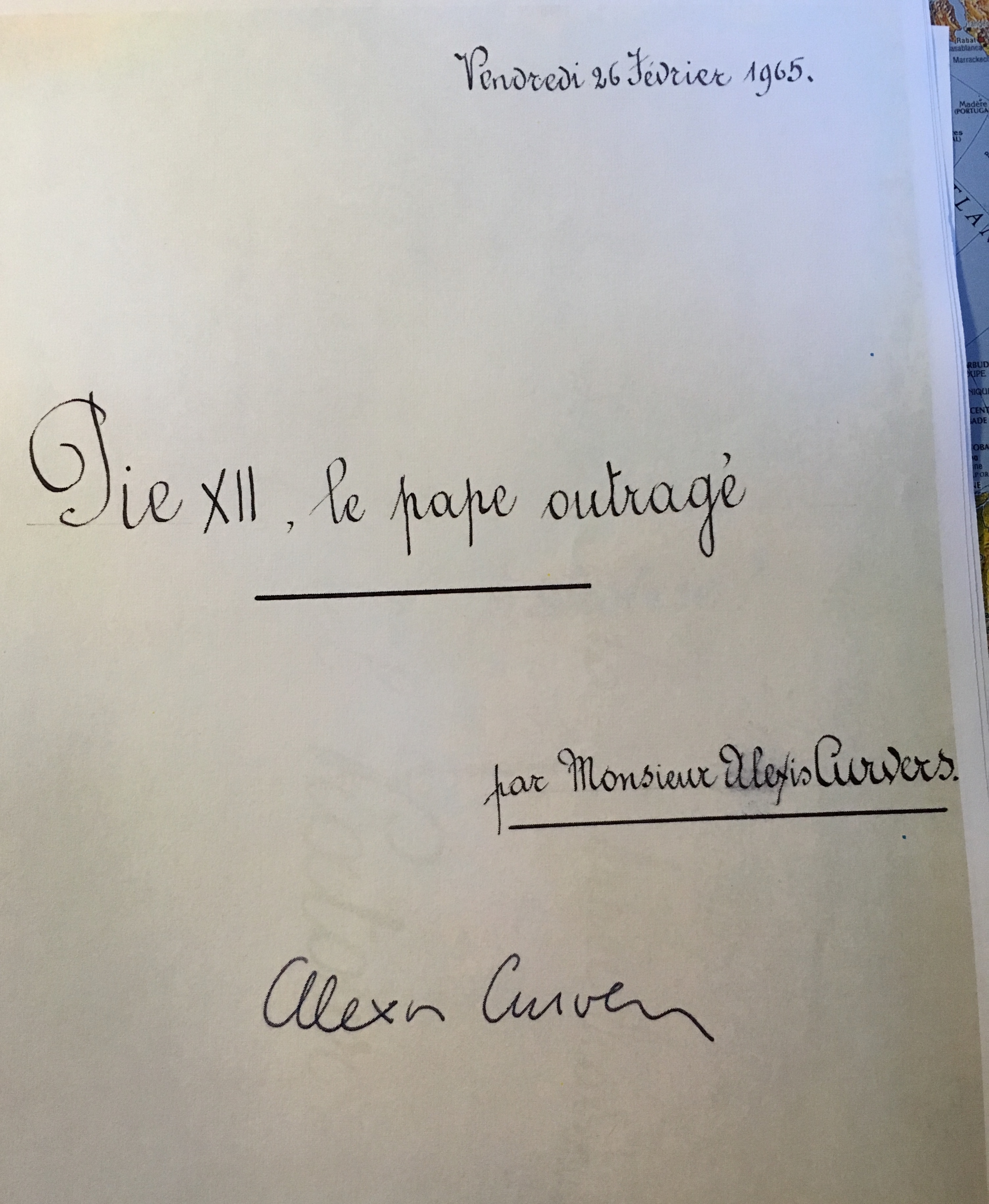
reunion 26 février 1965 au chateau Dresse, 26 février 1965

La mère d'Alexis Curvers meurt quand il a trois ans et son père quand il en a dix-neuf. 
Etudiant à l'université de Liège, il suit les cours de Marie Delcourt (1891-1979). Celle-ci est la première femme enseignant dans cette université, comme chargée de cours, à partir de 1929.
En janvier 1927, il fait partie du groupe d' « irréductibles » étudiants maurassiens qui lance la revue catholique Quartier Latin qui, dénonçant les « insanités majeures » du démocratie et le pacifisme, s'aliène une bonne partie de son lectorat au point de disparaitre dès janvier 1928. Il collabore ensuite aux Cahiers Mosans, publication liégeoise également d’influence maurassienne réunissant des « belgicains conservateurs », animés par « la recherche de la tradition perdue ».  
Après ses études, il entre dans l'enseignement et est d'abord nommé professeur de rhétorique à Alexandrie en Égypte, puis rentre à Liège où il épouse Marie Delcourt en 1932. En 1933, il publie un article intitulé « De l'objection de conscience » qui lui vaut d'être exclu de l'enseignement. 
En 1940, à la suite de l'offensive de l'armée allemande et de l'occupation de la Belgique, il se réfugie dans le sud de la France (non occupé). Là, il fait la connaissance d'autres écrivains[Qui ?] chez Aline de Saint-Hubert (Mme Mayrisch). Il rentre ensuite[Quand ?] à Liège. 
En 1957, son roman Tempo di Roma, refusé par Gallimard, est publié chez Robert Laffont grâce à Marie Jacquart (écrivain belge publiant sous le nom de Marie de Vivier) et obtient un grand succès. Tempo di Roma obtient le prix Sainte-Beuve en 1957 et est adapté au cinéma par Denys de La Patellière en 1963 sous le même titre. 
Catholique traditionaliste, il combat les réformes initiées par le concile Vatican II, milite pour la sauvegarde du latin et du chant grégorien dans la liturgie catholique et s'engage dans une collaboration avec la revue traditionnaliste Itinéraires (1964-1992) et le journal d'extrême-droite Présent (1982-1989), publications de son ami et confident Jean Madiran.  
En réaction à la pièce Le Vicaire de Rolf Hochhuth dans lequel l'auteur attaque le pape Pie XII, Alexis Curvers s'engage dans une véritable « croisade » — souvent qualifiée d'« intégriste » — et publie en 1967 Pie XII, le pape outragé, un essai polémique dans lequel il justifie l'attitude du pape pendant la Seconde Guerre mondiale.  
Il meurt à Liège, le vendredi 7 février 1992 à l'âge de quatre-vingt-cinq ans.  

## Distinctions
- 1960 :  prix littéraire Prince-Pierre-de-Monaco pour l'ensemble de son œuvre[11].

## Œuvres

### Romans
- Bourg-le-Rond, Paris, Gallimard, 1937, en collaboration avec Jean Sarrazin (Jean Hubaux).
- Printemps chez des ombres, Paris, Gallimard, 1939. Réédition avec un commentaire de Françoise Tilkin, Bruxelles, Labor, 1987)

Cet ouvrage obtient le prix Auguste-Beernaert.
- Tempo di Roma, Paris, Robert Laffont, 1957. Rééditions : Robert Laffont, 1985 ; Arles, Actes Sud, 1991, avec une préface de Jacques Peuchmaurd et un commentaire de Véronique Jago-Antoine ; Actes Sud, coll. Babel, n° 27.

Cet ouvrage obtient le prix triennal du roman de la Communauté française de Belgique.

### Nouvelles
- La Famille Passager, études et contes, Bruxelles, Libris, 1942. (Coll. Le balancier, 8).
- « Mercredi des cendres », dans Vingt nouvelles belges, Verviers, Marabout, 1958. (Coll. Melio) p. 66 sqq.
- Entre deux anges, chroniques et nouvelles, Bruxelles, Audace et le Rond-Point, 1955.
- Jean ou le monastère des deux saints Jean, dans Prénoms, Paris, Plon, 1967. Réédition : Arles, Actes Sud, 1988.
- Le Ruban chinois dans Reflets, Bruxelles, Noël, 1937.
- Le Massacre des innocents et Le ruban chinois, Paris, Les belles lectures, 1954

### Poésie
- Cahier de poésie (1922-1949), Paris, Typographie François Bernouard, 1949.
- La Flûte enchantée, Cahiers d'art poétique, édités à Liège de 1953 à 1962.

### Théâtre
- Ce vieil Œdipe, drame satirique en quatre actes, en prose et en vers, d'après Sophocle, Bruxelles, De Visscher, 1947. (Coll. du Rideau de Bruxelles).

### Essais et critique
- De l'objection de conscience, état de la question, le Flambeau, juin 1933 et Bruxelles, Finacom, 1933.
- « Sur la réforme de l'orthographe et la pédagogie nouvelle, réflexions d'un observateur », dans Bulletin de l'Académie Royale de Langue et de Littérature Françaises de Belgique, 1954. Reproduit dans le Bulletin de l'Association des Classiques de l'Université de Liège, n° 2, 1954, p. 8-22.
- Pie XII, le pape outragé, Paris, Robert Laffont, 1964 (Deuxième édition revue et augmentée : Pie XII, le pape outragé, s.l., Dominique Martin Morin, 1988.)
- « La théologie secrète de la prétendue Adoration de l'Agneau », dans Approches de l'Art Mélanges d'esthétique et de sciences de l'Art offerts à Arsène Soreil, Bruxelles, Renaissance du Livre, 1973.
- « Une clef architecturale de l'Agneau mystique des frères Van Eyck », dans Il était douze fois Liège, Liège, Mardaga, 1980.
- Edgar Scauflaire, par Alexis Curvers et Marie Curvers-Delcourt, Anvers, De Sikkel, s.d. (monographies de l'art belge, 5e série, nE7).
- Entretien Georges Moucheron - Alexis Curvers, Mons, RTBF, centre de production du Hainaut, s.d.

### Collaborations
- Alexis Curvers a collaboré aux revues Les cahiers mosans, Le courrier des poètes, La gaillarde, Revue Générale Belge, Marginales, Raf, Savoir et beauté, Le flambeau, Synthèses, Empreintes, Cahiers du Nord, Itinéraires, Lecture et tradition…
- Il a participé à l'anthologie Il était douze fois Liège, Liège, 1980,

Cet ouvrage est considéré comme une réponse à La Belgique malgré tout de Jacques Sojcher, paru la même année avant le Manifeste pour la culture wallonne (1983) que Curvers ne signa pas[pas clair].